# Office pour le patrimoine culturel immatériel
L’Office pour le patrimoine culturel immatériel (aussi appelé OPCI ou OPCI-EthnoDoc) est une association loi de 1901 reconnue d’intérêt général. Elle mène des actions de sauvegarde, d’inventaire, de valorisation, d’étude et de transmission dans le domaine du patrimoine culturel immatériel.

## Historique
L’OPCI-EthnoDoc est héritière de plusieurs associations et d’un mouvement qui a débuté dans les années 1969. L’association Tap Dou Paie est créée cette année-là par des membres du foyer des jeunes de Saint-Jean-de-Monts qui souhaitent mettre en place une activité folklorique. Afin de se démarquer des autres groupes, ils entament des collectes de témoignages et apprennent des danses, des chansons, des morceaux de musique. Ils se développent jusqu’à la fondation de l’Association de Recherche et d’Expression pour la Culture Populaire (Arexcpo) organisée en plusieurs sections. Cette association est à l’origine de la création du Muséobus de Vendée ainsi que de l’écomusée du Marais Vendéen, le Daviaud en 1982. En 1998, elle crée la section EthnoDoc qui devient à partir de 2005 une association à part entière impliquée dans la documentation et le traitement d'archives. Elle emploie des salariés et des bénévoles participent à la vie associative. Le centre est tourné vers le patrimoine culturel immatériel mais il est plus précisément spécialisé en ethnomusicologie et effectue des études de données musicales et littéraires. Il confronte les variantes, analyse, définit les sources – tout en constituant un fonds documentaire. L’Office pour le Patrimoine Culturel Immatériel est fondé à Nantes en 2009 à l’initiative de plusieurs ethnographes et associations cooptées. Cette association interrégionale de coopération technique et d’expertise fusionne avec l’EthnoDoc en 2016 pour former l’OPCI-EthnoDoc, installée au Perrier. Depuis 2020, elle porte le projet de la Maison Régionale des Patrimoines Vivants prévue à Sallertaine, commune labellisée Village et métiers d'art, en partenariat avec la région Pays de la Loire, la DRAC des Pays de la Loire, le département de la Vendée et la communauté de communes Challans-Gois.

## Les missions
L’OPCI-EthnoDoc compte trois pôles d'activité principaux : 
1. L’ingénierie culturelle et l’accompagnement : montage de programmes culturels, événements, animations ou ateliers en lien avec le Patrimoine Culturel Immatériel (ou PCI) pouvant être en partenariat avec d’autres structures (exemples : Fêtes des bouviers et des laboureurs de la Drôme avec FCF France et FCF Drôme-Ardèche[4], Le savoir-faire du paillage en cœur dans l’Ouest de la France avec Sant-Yann, le patrimoine culinaire avec la cuisine montoise[5], les fêtes maritimes en Normandie[6])
2. La recherche-enquête-inventaire : l’OPCI-EthnoDoc effectue des actions selon un protocole scientifique organisé autour de ce triptyque (exemples : l'art des sonneurs de trompes[7], le saut à la ningle[8] ou la ronde chantée[9]).
3. Centre de documentation et gestion d’archives ethnographiques : l’OPCI-EthnoDoc conserve et gère des fonds matériels, rassemblés à la suite des enquêtes ethnographiques menées, mais aussi grâce à des dépôts de chercheurs et collecteurs. Ils sont regroupés sur la base de données mutualisée RADdO (Réseau d’Archives et Documentation de l’Oralité) et accessibles à tous.

## Les actions de valorisation
Les enquêtes ethnographiques sont rassemblées sur le réseau RADdO et peuvent sont réalisées par ou pour des partenaires (par exemple Les pêcheurs de Grand-Lieu pour le Syndicat du bassin versant en 2015, ou encore Le jeu du tir à l’arc sur perche dans la région Nord-pas-de-Calais pour le Parc naturel régional des caps et marais d’Opale.)
Les rencontres, séminaires et colloques sur le PCI réunissent des chercheurs de plusieurs horizons sur des sujets en lien avec ce sujet (par exemple Oralité et musée en 2013 à Trézalé avec l’association générale des conservateurs des collections publiques de France, Patrimoine en escale à Sète en 2017, les Rendez-vous du patrimoine vivant en 2018 et 2019.)
Depuis 2014, l’association réalise des enquêtes plus spécifiques autour de divers éléments du Patrimoine Culturel Immatériel afin d’aboutir à leur inscription par le Ministère de la Culture à l’inventaire national du PCI en France.
L’association propose également des animations aux formats multiples, auprès de différents publics comme les enfants dans des écoles ou des personnes âgées dans des Ehpad, ainsi que des formations.
L'OPCI-EthnoDoc propose aussi des plateformes culturelles, en partenariat avec le Carnaval de Nantes ou encore les Fêtes des bouviers et laboureurs de la Drôme par exemple.

## Publications

### Ouvrages
- Collection Patrimoine Culture Immatériel aux éditions L'Harmattan (dont, entre autres, Étudier, interpréter, valoriser les chansons anciennes (2019), L’art des sonneurs de trompe. Histoire, tradition et avenir (2018))

- Les Gens des Olonnes chantent (en partenariat avec Les Sables d’Olonne Agglomération, Conservatoire de musique des Olonnes)

- Grand-Lieu en chansons (en partenariat avec Arexcpo, ATTO, Dastum 44, Sant-Yann)

- Cahiers de répertoire (en partenariat avec l’école départementale de musique traditionnelle en Vendée et Vendée Patrimoine)

- Les gens de l’Ile d’Yeu chantent

- Collection Mémoires du poilu

Les ouvrages édités par l'OPCI sont disponibles en ligne. 

### Formats numériques
- CD, DVD, Clips (Cuisine montoise, etc.), parcours numériques (Conception, écriture, illustration et accompagnement : Saint-Aignan-de-Grand-Lieu (2016-2018), Concarneau (2014), Saint-Jean-de-Monts (2012), en partenariat avec iRéalité).

### Expositions (liste non-exhaustive)
(réalisées)
- Savoir-faire des pêcheurs de Grand-Lieu[14] (2018)

- La conserverie de Fromentine (pour la ville de la Barre-de-Monts, 2016)

- Centenaire 14-18 (pour la ville de Saint-Hilaire-de-Riez, 2015)

- Littérature orale du front et de l’arrière (pour la préfecture de la Vendée, 2014)

- « Mémoire de la manufacture d’allumettes », présentée au sein du musée numérique créé avec iRéalité[15] en 2013

(accompagnées)
- Le Havre en chansons (pour le Conservatoire de musique du Havre et la Maison du Patrimoine, 2017-18)

- Fantaisies Benataise (avec des habitants de Corcoué-sur-Logne, 2016)

## Partenariat
L’OPCI-EthnoDoc possède plusieurs grands partenaires : 
- Le programme Caractère[s], avec l’association des Petites Cités de Caractère de France pour la valorisation du PCI en région et dans les communes[16].

- Le programme Festimonia avec la Fédération des Festivals, Carnavals et fêtes de France pour la collecte de la mémoire vivante des fêtes.

- Le programme de valorisation du patrimoine immatériel du nautisme, débuté en 2018 avec la Fondation d’entreprise Bénéteau, pour une mission de sauvegarde et de valorisation.

De façon plus générale, elle possède des partenaires institutionnels, associatifs, locaux, départementaux, interrégionaux, ou encore avec des médias (TV Vendée, le Courrier Vendéen) ou l’enseignement et la recherche (universités, laboratoires, etc.).

### Documentation
- SAUPIN Guy, MORICE Jean-René et VIVIER, Nadine, Les nouveaux patrimoines en Pays de la Loire, Presses universitaires Rennes, 2013 (p.375-376)[17].
- PortfoliOPCI : patrimoine culturel immatériel | Culture chez nous. (s. d.). Ministère de la Culture. à l’adresse https://www.culturecheznous.gouv.fr/portfoliopci-patrimoine-culturel-immateriel-opci-ethnodoc[18]
- Raddo-Ethnodoc · Dispositifs contributifs culturels. (s. d.). ANR Collabora - Plateformes contributives culturelles. à l’adresse https://anr-collabora.parisnanterre.fr/observatoire/items/show/7[19]
- "L'Office du Patrimoine Culturel Immatériel (OPCI)", Le guide de l'élu, Petites Cités de Caractère de France, 2020 (doc. 5.6)
- "Partager des expériences autour de la prise en compte de l'oralité", Musées et collections publiques de France, n°268, 2013 (p.3-4)
- "La patrimoine culturel immatériel", Trésors révélés de Vendée, Vendée le département, 2020 (p.159)
- BERTRAND Jean-Pierre, "Témoignage d'acteur : Dresser un inventaire des musiques actuelles en Pays de la Loire", Mutations de la culture patrimoniale, Presses Universitaires de Rennes, 2015 (p.125)
- "Le réseau RADdO", Chasse-Marée, n°314, 2020 (p.11)
- SEVERO Marta, SHULZ Sébastien, THUILLAS Olivier Culture en partage - Guide des plateformes culturelles contributives, Fyp Éditions, 2022